# Weberocereus frohningiorum
Weberocereus frohningiorum ist eine Pflanzenart in der Gattung Weberocereus aus der Familie der Kakteengewächse (Cactaceae). Das Artepitheton frohningiorum ehrt die deutschen Kakteenliebhaber Hans und Uta Frohning aus Türkheim.

## Beschreibung
Weberocereus frohningiorum wächst epiphytisch, ist anfangs aufrecht und strauchig mit mehrheitlich von der Basis verzweigenden Trieben und wird später hängend. Die bis zu 1 Meter und mehr langen und bis zu 7 Zentimeter breiten, flachen Triebe sind durch den Jahreszuwachs in 20 bis 30 Zentimeter lange Abschnitte gegliedert. Die drei, selten nur zwei, flügelartigen Rippen sind unauffällig gekerbt. Die auf den Trieben befindlichen filzigen Areolen sind von der Tragschuppe etwas verdeckt. Es sind fünf bis 14 nadelige, gelbbraune bis braune, stechende Dornen vorhanden, die 1 bis 1,2 Zentimeter, selten 0,5 bis 1,4 Zentimeter lang sind. Außerdem werden 18 bis 32 feine, weiße, haarartige Dornen mit einer Länge von 1 bis 4 Zentimeter ausgebildet.

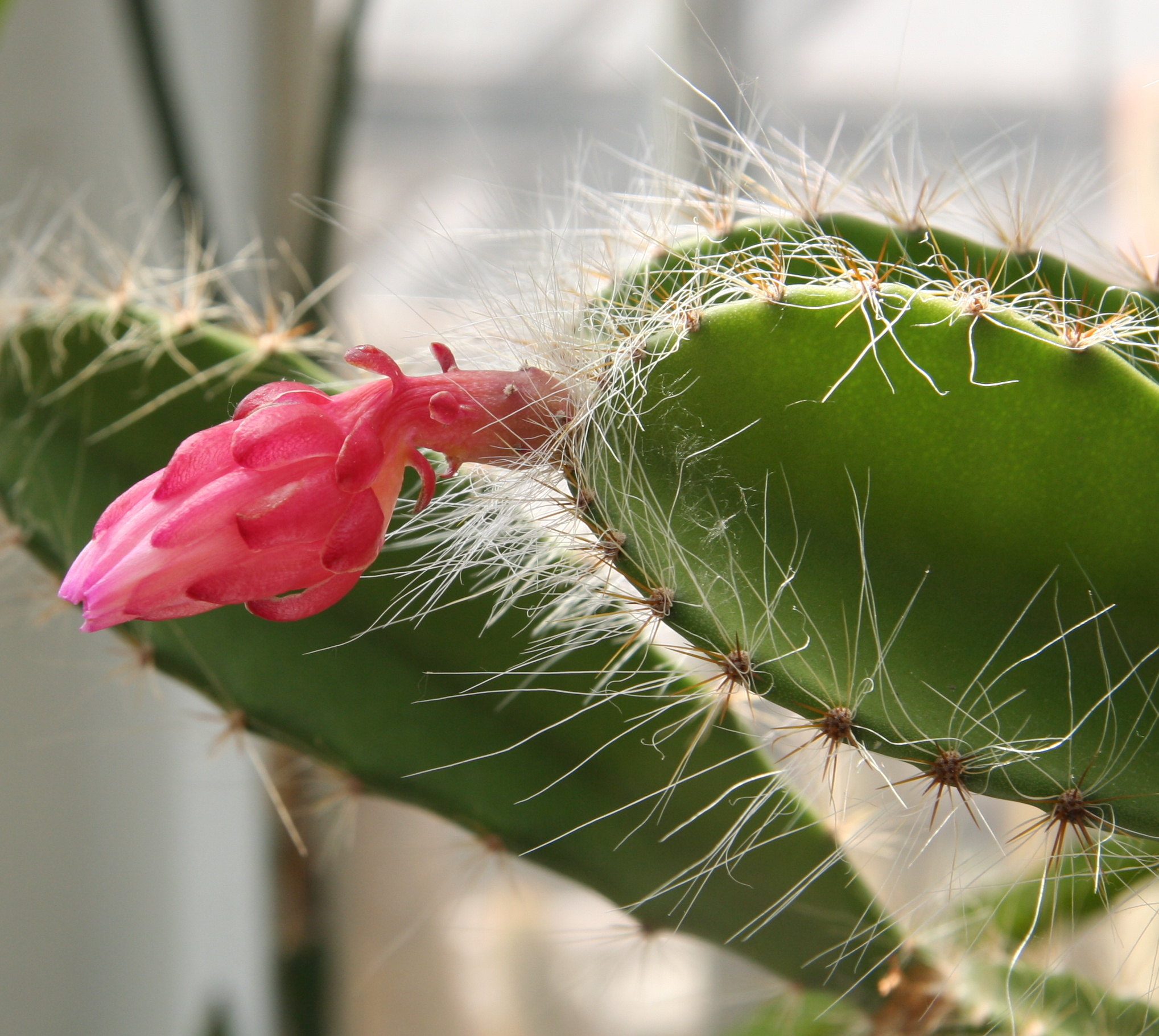
Blütenknospe

Die röhren- bis trichterförmigen Blüten sind 5,5 bis 6 Zentimeter lang und weisen einen Durchmesser von 3 bis 4 Zentimeter auf. Ihre Blütenröhre ist grünlich. Die äußeren Blütenhüllblätter sind fleischig und (dunkel-)rosa, die inneren weiß. Das leicht gehöckerte Perikarpell ist mit wenigen Schuppen besetzt. Es ist kahl oder trägt einige wenige Haare. Die ovalen, gelben und nur wenig gehöckerte Früchte besitzen eine Länge von bis zu 3 Zentimeter und einen Durchmesser von 2 Zentimeter. Ihr Fruchtfleisch ist weiß.

## Verbreitung, Systematik und Gefährdung
Weberocereus frohningiorum ist im Tiefland von Costa Rica südlich von San José verbreitet.
Die Erstbeschreibung erfolgte 2001 durch Ralf Bauer.
In der Roten Liste gefährdeter Arten der IUCN wird die Art als „Critically Endangered (CR)“, d. h. als vom Aussterben bedroht geführt.

## Nachweise